# 2652 Yabuuti
2652 Yabuuti è un asteroide della fascia principale. Scoperto nel 1953, presenta un'orbita caratterizzata da un semiasse maggiore pari a 2,6358288 au e da un'eccentricità di 0,0831379, inclinata di 6,99681° rispetto all'eclittica.
L'asteroide è dedicato allo storico giapponese dell'astronomia Kiyosi Yabuuti.